# Trick Daddy
Maurice Young, conosciuto come Trick Daddy, Trick Daddy Dollars o T Double D (Miami, 27 settembre 1974), è un rapper statunitense.
Proveniente da Miami, è esponente del genere Dirty South hip hop ed attualmente presidente della Slip-N-Slide Records. I segni distintivi di Trick Daddy sono i numerosi tatuaggi e la sua dentiera d'oro.

## Biografia
Cresciuto nel Liberty Square Housing Projects di Miami, la sua peculiarità è quella di aver fatto profondamente proprio il termine thug, espressione in slang utilizzata per indicare sia il "delinquente" (molto utilizzata dal gangsta rap) ma anche l'"uomo della strada", ovvero colui che si è fatto strada da solo crescendo nel ghetto.
Come Trick Daddy Dollars fa le prime esperienze nel mondo del rap, e nel 1996 collabora alla traccia Scarred contenuta nell'album di esordio di Uncle Luke dei 2 Live Crew, che ha un buon successo e permette a Maurice di ottenere l'interessamento di Ted Lucas, un produttore, che iscrive il giovane rapper alla sua neofita etichetta Slip-N-Slide Records.
L'album di debutto di Trick Daddy Dollars è Based on a True Story ed esce alla fine del 1997 ottenendo un successo legato soprattutto alla sfera locale, che lo spinge l'anno seguente alla pubblicazione del secondo LP, Www.thug.com pubblicato sotto il nuovo alias di Trick Daddy, e che è trascinato al successo dal singolo Nann Nigga, in cui Trick collabora con la rapper Trina, allora giovanissima.
La Atlantic Records, interessata al rapper di Miami, stipula con lui un contratto discografico, da cui scaturisce il terzo LP nel 2000: Book of Thugs: Chapter AK Verse 47 (con chiaro riferimento all'AK-47). Il disco batte come vendite il suo predecessore e diventa d'oro: il singolo è Shut Up in cui Trick continua la fortunata collaborazione con Trina, e che suona sulla falsariga del precedente Nann Nigga, spopolando nei club degli Stati Uniti.
La notorietà di Trick aumenta con l'album Thugs Are Us, che esce nel 2001 e lo porta nel vero e proprio mainstream musicale di alto livello, tanto che si può considerare, in quanto a successo, alla pari di altri rapper esponenti del Dirty South come Mystikal e Ludacris. Il singolo dell'album è I'm a Thug, che scala le classifiche di Billboard e si piazza nei primi posti delle classifiche nazionali.
Nel 2002 esce Thug Holiday, preceduto dal singolo omonimo e dal brano In Da Wind. Il suo penultimo album in ordine di tempo è del 2004: Thug Matrimony: Married to the Streets.
Nel 2006 esce il suo nuovo album dal titolo Back by Thug Demand, molte sono le star di spicco che vi hanno partecipato. Uno dei singoli di successo è il brano "Bet That" in collaborazione con Chamillionaire e Goldrush.

## Discografia

### Album
- Based on a True Story (1997)
- www.thug.com (1998)
- Book of Thugs: Chapter AK Verse 47 (2000)
- Thugs Are Us (2001)
- Thug Holiday (2002)
- Thug Matrimony: Married to the Streets (2004)
- Back by Thug Demand (2006)

### Singoli
- 1999; "Nann Nigga" (feat. Trina)
- 2000: "Shut Up"
- 2001: "I'm a Thug"
- 2001: "Take It to da House"
- 2002: "In da Wind" (feat. Cee-Lo of Goodie Mobb)
- 2002: "Thug Holiday"
- 2004: "Let's Go" (feat. Lil Jon & Twista)
- 2005: "Sugar (Gimme Some)" (feat. Ludacris, Lil' Kim & Cee-Lo)
- 2006: "Low, Low, Low"